# برکس (مجارستان)
برکس (به مجاری:  Berkesz) یک منطقهٔ مسکونی در مجارستان است که در ناحیه کمچه واقع شده‌است. برکس ۱۳٫۱۸ کیلومتر مربع مساحت و ۹۵۵ نفر جمعیت دارد.